# Jeux panarabes de 1976
Les 5e jeux panarabes ont eu lieu à Damas en Syrie du 6 au 21 octobre 1976. 2 174 athlètes venus de onze pays ont participé aux jeux dans dix-huit sports différents.

## Pays participants
11 pays participent à ces jeux :
- Arabie saoudite
- Bahreïn
- Émirats arabes unis
- Jordanie
- Koweït
- Mauritanie
- Maroc
- Palestine
- Syrie
- Soudan
- Yémen du Sud

## Épreuves
- Athlétisme
- Basket-ball
- Boxe
- Cyclisme sur route
- Équitation
- Football
- Gymnastique artistique
- Haltérophilie
- Handball
- Judo
- Karaté
- Lutte
- Natation
- Tennis
- Tennis de table
- Tir à l'arc
- Volley-ball
- Water-polo

### Natation
Wahbi Chadly, nageur de l'équipe nationale du Maroc, remporte sept médailles d'or, dont quatre en épreuves individuelles (100 m Nage libre, 100 m Brasse, 100 m Papillon, 400 m Quatre nages), et trois en épreuves de relais (4 × 100 m Nage libre, 4 × 100 m 4 nages et les 4 × 200 m Nage libre). Ses coéquipiers aux épreuves de relais sont Taoufik Ayouch, Abderazzak Firas, Mohamed Ben Larbi et Fouad Elwarzazi).
Wahbi Chadly remporta aussi une médaille d'argent aux 200 m Papillon en deuxième position derrière le Syrien Bassam Almassri.
Les équipes féminines n'ont pas participé à ces jeux panarabes de Damas.

## Médailles par pays
| Rang | Nation              | Or | Argent | Bronze | Total |
| ---- | ------------------- | -- | ------ | ------ | ----- |
| 1    | Syrie               | 72 | 40     | 23     | 135   |
| 2    | Maroc               | 29 | 19     | 11     | 59    |
| 3    | Soudan              | 12 | 10     | 7      | 29    |
| 4    | Koweït              | 4  | 5      | 13     | 22    |
| 5    | Arabie saoudite     | 3  | 6      | 19     | 28    |
| 6    | Jordanie            | 2  | 25     | 7      | 34    |
| 7    | Palestine           | 1  | 6      | 14     | 21    |
| 8    | Bahreïn             | 0  | 0      | 13     | 13    |
| 9    | Yémen               | 0  | 0      | 1      | 1     |
| 10   | Émirats arabes unis | 0  | 0      | 0      | 0     |
| 10   | Mauritanie          | 0  | 0      | 0      | 0     |